# Пастушка (картина Бугро, 1889)
«Пастушка» (фр. Pastourelle, англ. The shepherdess или The little shepherdess) — картина, написанная французским художником Вильямом Бугро (William Bouguereau, 1825—1905) в 1889 году и являющаяся частью коллекции Музея искусств Филбрук в Талсе, штат Оклахома, США (инв. 1947.8.82). Размер картины — 159,4 × 94 см (по другим данным, 159 × 93 см или 157,5 × 90 см).

## История и описание
Картина была передана в дар Музею искусств Филбрук в 1947 году как часть коллекции Лауры Клабб (Laura A. Clubb) — владелицы отеля, в котором до этого находились принадлежавшие ей картины.
На картине изображена босоногая девушка в крестьянской одежде, смотрящая прямо на зрителя. Сзади на её плечах находится палка — пастушка держит её правой рукой за один конец, а левая рука закинута на палку с другой стороны. За её спиной виден деревенский пейзаж с холмами, лугом и пасущимися коровами.
Картина «Пастушка» была одним из главных экспонатов выставки «В студиях Парижа: Вильям Бугро и его американские ученики» (англ. "In the studios of Paris: William Bouguereau and his American students"), которая проходила в 2006—2007 годах в Талсе, Оклахома (Музей Филбрук, 17 сентября — 31 декабря 2006 года), Окале, Флорида (Музей Эпплтон, 9 февраля — 27 мая 2007 года) и Питтсбурге, Пенсильвания (Центр искусств и истории Фрик, 7 июля — 7 октября 2007 года).
В разные годы Бугро написал несколько картин с названием «Пастушка».